# Montelupo Fiorentino
Montelupo Fiorentino – miejscowość i gmina we Włoszech, w regionie Toskania, w prowincji Florencja.
Według danych na rok 2004 gminę zamieszkiwało 11 212 osób, 467,2 os./km².